# Vandfald i Norge
Norge er et land med mange vandfald eller fosser som de hedder på norsk, og de højeste vandfald i landet er også blandt de højeste  både i Europa og hele verden. 

## Myter og fejlopfatninger
Hvilke er de højeste vandfald i landet er omdiskuteret. Ofte bliver fosser, som er let tilgængelige eller som er turistattraktioner fejlagtigt omtalt som højest i landet eller i et område. Fosser med større vandføring ser ofte mere imponerende ud end vandfald med lille vandføring og bliver dermed af og til også fejlagtigt prioriteret på lister over de højeste. Højden kan måles ud fra total faldhøjde, hvis vandfaldet har flere fald, eller ud fra højden på det højeste fald. Disse begreber bliver af og til blandet sammen. Både Vettisfossen og Feigefossen er omtalt som den højeste i landet. Mardalsfossen er et andet eksempel, og selv Vøringsfossen, som er den 83. højeste i landet, er blevet kaldt den højeste i Norge.
Mange vandfald er regulerede og helt eller delvis tørlagt som følge af anlæg til produktion af vandkraft, og en anden fejlkilde er, at kraftindustrien kan omtale det maksimale højdepotentiale, som kan udnyttes i kraftproduktionen; denne højde er ikke nødvendigvis den samme som selve vandfaldets. 

## Norges højeste vandfald
Det højeste vandfald i Norge efter total faldhøjde er formentlig Vinnufossen i Sunndal kommune i Møre og Romsdal med en faldhøjde på ca. 860 meter. Det gør den også til det højeste i Europa og det sjettehøjeste i verden. Det højeste fald i Vinnufossen er derimod kun 420 meter og Mongefossen i Rauma i Møre og Romsdal har det højeste enkeltfald i Norge med 773 meter. Mongefossen er dog reguleret og tørlagt store dele af året.

## Liste
Listen indeholder vandfald i Norge med en total faldhøjde på 100 meter eller højere. Listen indeholder både vandfald med lille vandføring og vandfald, som kun eksisterer på enkelte tider på året. Denne type fosser bliver ikke altid taget med på sådanne lister.
Selv om det er vandfald fra Møre og Romsdal og Hordaland, som topper listen, er det Sogn og Fjordane, som har flest vandfald på over 100 meter, med 37 stykker. Hordaland har 34, mens Møre og Romsdal har 20. Listen gør imidlertid ikke krav på at være fuldstændig, og enkelte højder kan også være unøjagtige, så den kan indeholde fejl. 

## Eksterne kilder og henvisninger
- Wikimedia Commons har flere filer relateret til Vandfald i Norge

1. ↑  "Myter og feil om høyden på fosser". Arkiveret fra originalen 5. januar 2010. Hentet 23. februar 2013.
2. ↑  "Vøringsfossen". Arkiveret fra originalen 6. maj 2008. Hentet 23. februar 2013.

- Worlds Tallest Waterfalls - World Waterfall Database Arkiveret 23. oktober 2008 hos  Wayback Machine
- NVEs liste over de høyeste fossene i landet på archive.org.